# USS Israel (DD-98)
USS Israel (DD-98) là một tàu khu trục thuộc lớp Wickes của Hải quân Hoa Kỳ trong giai đoạn Chiến tranh Thế giới thứ nhất. Nó là chiếc tàu chiến duy nhất của Hải quân Hoa Kỳ được đặt tên nhằm vinh danh Joseph Israel (1780-1804), một sĩ quan Hải quân Hoa Kỳ.

## Thiết kế và chế tạo
Israel được đặt lườn tại xưởng tàu Fore River của hãng Bethlehem Shipbuilding Corporation ở Quincy, Massachusetts. Nó được hạ thủy vào ngày 22 tháng 6 năm 1918, được đỡ đầu bởi Cô Dorothy Brown, và được đưa ra hoạt động vào ngày 13 tháng 9 năm 1918 dưới quyền chỉ huy của Hạm trưởng, Thiếu tá Hải quân George N. Barker.

## Lịch sử hoạt động
Sau khi chạy thử máy ngoài khơi Boston, Israel gặp gỡ thiết giáp hạm USS South Carolina (BB-26) tại Newport, Rhode Island vào ngày 24 tháng 9 năm 1918, và thực hiện nhiệm vụ hộ tống dọc theo bờ Đông Hoa Kỳ như một đơn vị của Lực lượng Khu trục trực thuộc Hạm đội Đại Tây Dương. Nó rời New York ngày 13 tháng 10 cùng một đoàn tàu vận tải, và đi đến Gibraltar vào ngày 6 tháng 11, ngang qua Azores và cảng Leixoes, Bồ Đào Nha. Chiếc tàu khu trục đã hộ tống Phái bộ Brasil đến Gibralta vào ngày 9 tháng 11, đi đến Venice vào ngày 18 tháng 11, và gia nhập Lực lượng Đông Địa Trung Hải. Nó hoạt động ngoài khơi Venice và Split như một tàu vận chuyển tiếp liệu và nhân sự cho đến ngày 12 tháng 7 năm 1919, khi nó khởi hành quay trở về nhà từ Villefranche, Pháp, đi ngang qua Gibraltar và Azores, và về đến Boston vào ngày 24 tháng 7.
Trong thời gian được đại tu tại Xưởng hải quân Portsmouth, Israel được tái trang bị như một tàu rải mìn hạng nhẹ, và được xếp lớp lại vào ngày 17 tháng 7 năm 1920 với ký hiệu lườn mới DM-3. Khởi hành từ Portsmouth, New Hampshire vào ngày 4 tháng 3 năm 1921, nó hoạt động dọc theo bờ Đông cho đến ngày 5 tháng 7, khi nó gia nhập Hải đội Rải mìn 1 trục trực thuộc Hạm đội Đại Tây Dương tại Gloucester, Massachusetts. Trong thời gian còn lại của năm, nó tham gia các cuộc thực tập rải mìn và tập trận tại vùng bờ Đông, và từ tháng 1 đến tháng 4 năm 1922, tham gia các cuộc tập trận hạm đội quan trọng tổ chức tại vịnh Guantanamo, Cuba và Culebra, Puerto Rico.
Israel đi đến Philadelphia vào ngày 15 tháng 5 năm 1922 và được cho xuất biên chế tại đây vào ngày 7 tháng 7. Bị bỏ không trong những năm tiếp theo, nó bị đưa vào danh sách loại bỏ vào năm 1936 nhằm tuân thủ những điều khoản của Hiệp ước Hải quân London. Tên nó được rút khỏi danh sách Đăng bạ Hải quân vào ngày 25 tháng 1 năm 1937, và nó bị bán cho hãng Union Shipbuilding Company ở Baltimore, Maryland vào ngày 18 tháng 4 năm 1939 để tháo dỡ.